# Павленко, Владимир Петрович
Владимир Петрович Павленко (род. 10 сентября 1960, с. Водотыи, Коростышевский р-н, Житомирская обл.) — украинский государственный служащий. Кандидат экономических наук. Заслуженный экономист Украины. Заместитель Министра экономического развития и торговли Украины — руководитель аппарата (с 30.06.2011). Государственный служащий 1-го ранга (10.2005).

## Образование
- Киевский автомобильно-дорожный институт (1991), инженер-механик, «Строительные и дорожные машины и оборудование»;
- Киевский национальный экономический университет (2001), юрист, «Правоведение»;
- кандидатская диссертация «Управление региональным развитием в условиях переходной экономики Украины» (Совет по изучению производительных сил Украины НАНУ, 2006).

## Карьера
- 1977—1979 — учащийся ТУ № 2. Киева.
- 1979—1981 — служба в армии.
- 1981—1994 — слесарь, водитель автопредприятий г. Киева.
- 1994—1997 — заместитель начальника отдела, начальник отдела, руководитель службы Фонда государственного имущества.
- 1997 — начальник отдела Министерства экономики Украины.
- 1997 — начальник отдела Госкомпредпринимательства Украины.
- 1998—1999 — помощник-консультант народного депутата Украины.
- 02.2000-01.2002 — заместитель начальника Управления экспертизы, анализа и дерегуляции развития реального сектора экономики Департамента экономической политики,
- с 01.2002 — руководитель Службы Первого вице-премьер-министра Украины,
- с 12.2003 — начальник Управления экспертизы и анализа развития техногенной, экологической, ядерной безопасности и природопользования Департамента развития реального сектора экономики,
- 2004—2005 — руководитель Службы вице-премьер-министра Украины Клюева А. П.,
- 08.-10.2005 — начальник Управления экспертизы и анализа развития техногенной, экологической, ядерной безопасности и природопользования секретариата Кабинета Министров Украины.
- 09.2005-08.2006 — первый заместитель Министра Кабинета Министров Украины[3],
- 12.2006-03.2010, 06.2010-03.2011 — заместитель Министра Кабинета Министров Украины[4].
- с 30.06.2011-2013 — Заместитель Министра экономического развития и торговли Украины — руководитель аппарата[5]

## Награды
- Орден «За заслуги» III ст. (апрель 2006);
- Почетная грамота Кабинета Министров Украины.